# Clive Wearing
Clive Wearing (11 mei 1938) is een Engelsman die bekend geworden is door een acuut en langdurig geval van volledige anterograde - en zware retrograde amnesie. Voor Wearing betekent dit dat hij nieuwe gebeurtenissen niet langer dan seconden of hooguit minuten kan onthouden en dat hij ook veel van vroeger is vergeten.
In 1985 werd Wearing, die tot die tijd musicus was, besmet met het herpes simplexvirus, dat meestal geen ernstige gevolgen heeft, maar in Wearingsgeval leidde tot beschadiging van de hippocampus. Deze structuur in de hersenen speelt een belangrijke rol in verschillende geheugenfuncties. Naast de hippocampus raakten ook delen van de slaapkwab en de frontale kwab beschadigd. Toen hij bij de BBC werkte, werd Wearing verantwoordelijk voor de muzikale inhoud van BBC Radio 3 op 29 juli 1981, de dag van het koninklijk huwelijk van prins Charles en Diana Spencer. Voor die gelegenheid koos hij ervoor om met authentieke instrumenten en nauwkeurig onderzochte partituren het Beierse koninklijke huwelijk na te spelen dat op 22 februari 1568 in München plaatsvond. De muziek van Lassus, Padovano, de'Bardi, Palestrina, Gabrieli, Tallis en anderen werd uitgevoerd door het Taverner Consort, Choir and Players en het Natural Trumpet Ensemble van de Schola Cantorum Basiliensis onder leiding van Andrew Parrott.   
Wearing kan zich wel enige feiten van voor zijn ziekte herinneren. Hij weet bijvoorbeeld dat hij eerder getrouwd is geweest en drie kinderen heeft, maar weet hun namen niet. Hij begroet zijn huidige vrouw uitbundig alsof hij haar jaren niet heeft gezien, terwijl hij haar enkele minuten eerder nog heeft gesproken. Wearing houdt een dagboek bij, maar vaak streept hij de laatste vermelding (soms enige minuten oud) door omdat hij zich niet kan herinneren deze opgeschreven te hebben en denkt dat het een vervalsing is.
Het procedurele geheugen van Wearing lijkt nog intact. Hij speelt nog regelmatig piano zonder zich echter te kunnen herinneren ooit les te hebben gehad.